# Two Tricky
Two Tricky ist ein isländisches Pop-Duo, bestehend aus den Sängern Kristján Gíslason und Gunnar Ólafsson.

## Eurovision Song Contest
Mit ihrem Pop-Rock-Song Angel (dt.: Engel) vertraten sie ihr Land beim Eurovision Song Contest 2001 in Kopenhagen und landeten auf dem letzten Platz mit nur 3 Punkten.
Gunnar Ólafsson wurde 2011 wieder zum Contest eingeladen, diesmal als Mitglied der Gruppe Sjonni’s Friends. Auch hier erreichte er das Finale.